# Planté (cratère)
Pour les articles homonymes, voir Planté.
Planté est un cratère lunaire situé sur la face cachée de la Lune. Il se trouve sur le pourtour oriental du cratère Keeler. Le cratère Planté a un rebord tranchant et un plancher intérieur qui est plus large le long de la moitié sud-est, probablement en raison de matériau affaissé ou de dépôts d'éjectas. Un petit craterlet se trouve en face du contour nord et sur la partie de la paroi interne. Il n'y a pas de pic central, mais un petit craterlet est situé juste à l'ouest du point médian.
En 1979, l'Union astronomique internationale a donné le nom du physicien français Gaston Planté au cratère lunaire.